# Hans Jürgen Neusser
Hans Jürgen Neusser (* 20. November 1943 in Troppau, Landkreis Troppau, Reichsgau Sudetenland) ist ein deutscher Physiker und Physikochemiker (Molekülspektroskopie, Laserspektroskopie). Er war ab 1979 Professor für Physikalische Chemie in München.

## Leben
Hans Jürgen Neusser, Sohn von Aurelia Neusser, geborene Korschofsky, und des Prokuristen Johann Neusser, wuchs in München auf und studierte von 1963 bis 1968 Physik an der Technischen Hochschule München, an der er 1971 bei Wolfgang Kaiser (einem Pionier der Laserspektroskopie) in Physik zum Dr. rer. nat. promoviert wurde. Danach baute er die Laserspektroskopie in der Abteilung Physikalische Chemie (geleitete von Edward W. Schlag) auf. 1977 habilitierte er sich an der TU München mit einer Arbeit über Zwei-Photonen-Laserspektroskopie an Molekülen in der Gasphase und begann im selben Jahr seine Lehrtätigkeit, von 1978 bis 1979 als Privatdozent. 1979 wurde er Professor für Physikalische Chemie und 1988 Extraordinarius an der TU München. Sein Wohnsitz war inzwischen Vaterstetten geworden. Von 2000 bis 2004 war er kommissarisch auf dem Lehrstuhl 1 für Physikalische Chemie.
Er befasst sich mit Laserspektroskopie (höchstauflösende UV-Laserspektroskopie, kohärente Laserspektroskopie, Spektroskopie molekularer Rydbergzustände und molekularer Ionen u. a.), Mehr-Photonen-Prozessen wie Ionisationen von Molekülen und schwach gebundenen Clustern, intramolekularer Dynamik und Kinetik schneller dynamischer Prozesse, zum Beispiel Verteilung von Energie und Ladung bei photochemischen Reaktionen.
Im Jahre 1983 erhielt er den Chemie-Preis der Akademie der Wissenschaften zu Göttingen. Er war Mitautor der 1984 erschienenen Monographie Multiphoton Spectroscopy of Molecules. Hans Jürgen Neusser ist katholisch, hatte 1973 Irmgard Rollmann geheiratet und hat zwei Kinder (Matthias und Sebastian Neusser).